# Regionalny Zarząd Gospodarki Wodnej we Wrocławiu
Regionalny Zarząd Gospodarki Wodnej we Wrocławiu – jeden z siedmiu regionalnych zarządów gospodarki wodnej powołanych w Polsce. Podlega on Prezesowi Krajowego Zarządu Gospodarki Wodnej i obsługuje dyrektora regionalnego zarządu gospodarki wodnej, będącego faktycznym organem administracji rządowej niezespolonej, realizującym zadania związane z utrzymywaniem wód i urządzeń wodnych oraz pełniącym funkcję inwestora w zakresie gospodarki wodnej, w obszarze swego działania. Siedzibą organu jest Wrocław.

## Obszar działania
Regionalny Zarząd Gospodarki Wodnej we Wrocławiu działa w obszarze pięciu województw i obejmuje:
- cały obszar województw:
  - dolnośląskiego
  - opolskiego
- część obszaru województw:
  - wielkopolskiego
  - lubuskiego
  - śląskiego.

Obszar ten obejmuje powierzchnię 39 480 km², co stanowi około 12,6% powierzchni państwa.

## Zakres działania
W zakresie działania Regionalnego Zarządu Gospodarki Wodnej we Wrocławiu znajduje się administrowanie wodami należącymi do trzech zlewni, z wyodrębnieniem w ramach tych dorzeczy łącznie sześć regionów wodnych:
- Odry
  - region wodny Środkowej Odry
- Łaby
  - region wodny Izery
  - region wodny Łaby i Ostrożnicy
  - region wodny Metuje
  - region wodny Orlicy
- Dunaju
  - region wodny Morawy.

Według danych RZGW Wrocław, łączna długość rzek podlegających zarządowi to około 3 204,5 kilometrów. W zarządzanym regionie znajduje się 21 zbiorników wodnych: 10 zbiorników retencyjnych i 11 zbiorników suchych. Infrastruktura techniczna obejmuje 1080 jazów i stopni wodnych w dorzeczu Odry o wysokości piętrzenia powyżej 2 metrów. Na terenie objętym zarządem działają 104 obwody rybackie.

## Jednostki pomocnicze
W ramach Regionalnego Zarządu Gospodarki Wodnej we Wrocławiu działają następujące jednostki: 4 Zarządy Zlewni i 12 Nadzorów Wodnych, w tym:
- Zarząd Zlewni Środkowej Odry z siedzibą we Wrocławiu (NZW)
  - Nadzór Wodny w Oławie
  - Nadzór Wodny we Wrocławiu
  - Nadzór Wodny w Brzegu Dolnym
  - Nadzór Wodny w Chobieni
  - Nadzór Wodny w Bytomiu Odrzańskim
  - Nadzór Wodny w Cigacicach
  - Nadzór Wodny w Krośnie Odrzańskim
- Zarząd Zlewni Bobru, Nysy Łuzyckiej, Bystrzycy i Kaczawy z siedzibą w Jeleniej Górze (NZJ)
  - Nadzór Wodny w Zgorzelcu
  - Nadzór Wodny w Legnicy
- Zarząd Zlewni Środkowej Odry z siedzibą w Opolu (NZO)
  - Nadzór Wodny w Krapkowicach
  - Nadzór Wodny w Opolu
  - Nadzór Wodny w Brzegu
- Zarząd Zlewni Nysy Kłodzkiej z siedzibą w Otmuchowie (NZOt)
  - Nadzór Wodny w Kłodzku.

## Odrzańska Droga Wodna
W obszarze kompetencji RZGW Wrocław przebiega odcinek Odrzańskiej Drogi Wodnej, która stanowi część Europejskiej Drogi Wodnej E–30. Odcinek ten obejmuje Odrę skanalizowaną oraz odcinek Odry swobodnie płynącej. Odra skanalizowana podlegająca kompetencji RZGW Wrocław to odcinek o długości 187 km od Śluzy Kędzierzyn-Koźle do Śluzy Brzeg Dolny, przy łącznym spadzie wynoszącym 62,5 m, którego pokonanie umożliwiają 23 stopnie wodne dla głównej drogi wodnej oraz dodatkowe 5 stopni wodnych w obrębie Wrocławskiego Węzła Wodnego na szlakach bocznych.